# Synagoge (Oss)

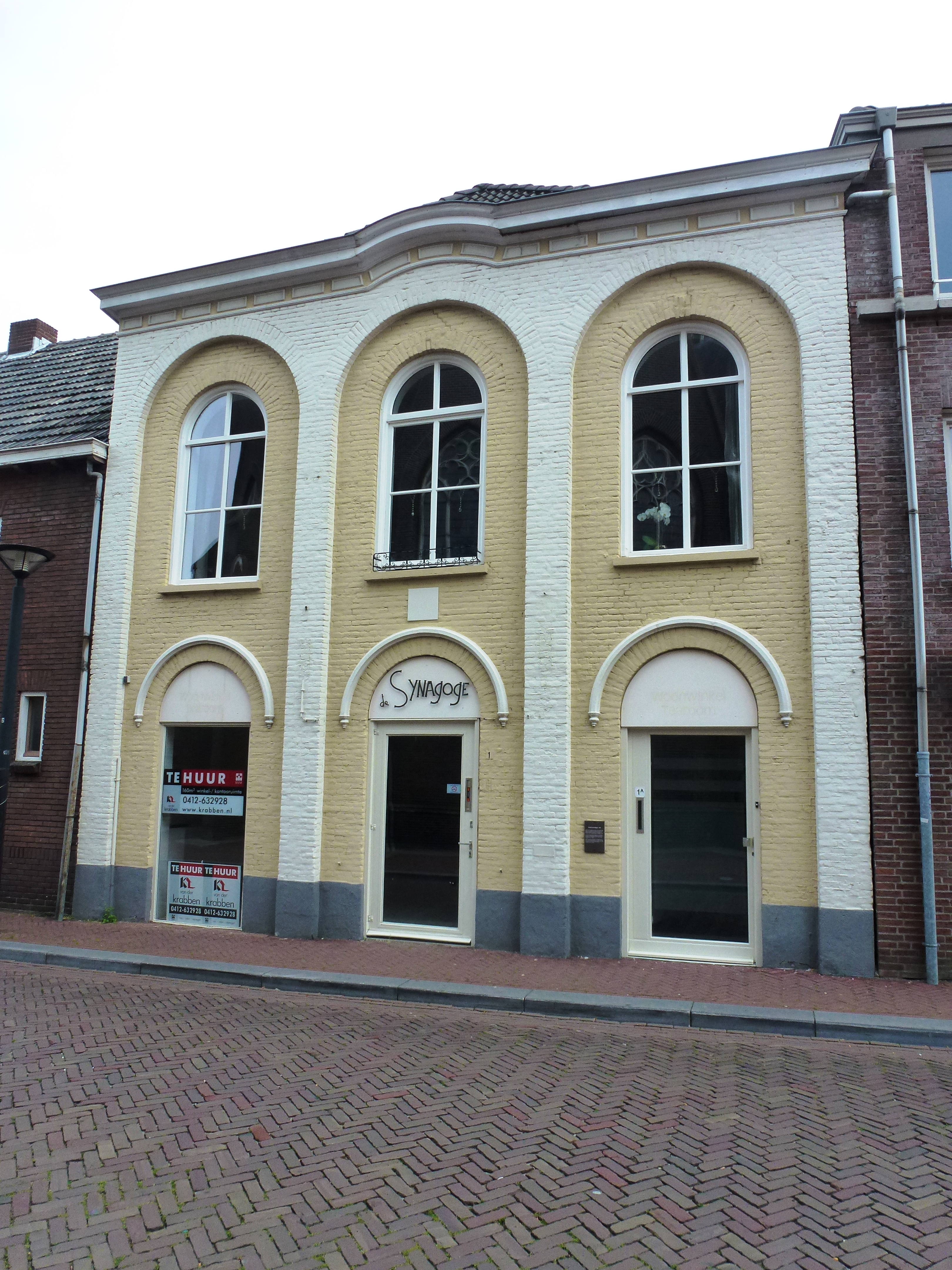
Voorgevel synagoge

De Synagoge was een Joods gebedshuis in de Noord-Brabantse stad Oss, dat was gelegen aan de Koornstraat 1. Van dit gebouw resteert thans alleen de voorgevel.

## Geschiedenis
De Joodse gemeenschap is belangrijk geweest voor Oss en heeft in belangrijke mate aan de industrialisatie van deze stad bijgedragen. Naast een Joodse begraafplaats was en is er ook een synagoge. Begin 19e eeuw werd een synagoge gesticht aan de Varkensmarkt. In 1831 kwam de synagoge aan de Koornaarstraat gereed. Tot aan de Tweede Wereldoorlog was deze synagoge in gebruik. 
Na de bevrijding bleek deze synagoge zwaar beschadigd. Hij werd gesloopt, maar de voorgevel bleef bewaard en is tegenwoordig geklasseerd als gemeentelijk monument.
De nazi's hebben veel Joodse Ossenaren gedeporteerd en vermoord. De Joodse gemeenschap liep hierdoor terug van ongeveer 250 tot ongeveer 100 personen na de oorlog. Sindsdien is het aantal Joodse gemeenteleden verder gedaald.
De Joodse gemeenschap in Oss kreeg na de oorlog de beschikking over een nieuwe synagoge, die in 1959 werd ingewijd.